# Alberto Cattaneo
Alberto Cattaneo  est un prélat italien du XVe siècle.

## Biographie
Natif de Plaisance (Piacenza), en Italie, Alberto Cattaneo est devenu archidiacre de Crémone et légat du pape Innocent VIII, inquisiteur et dominicain, il arrive en France en 1487 pour imposer l'inquisition aux Vaudois du Dauphiné et devient aussi le commissaire apostolique de la répression contre les  Vaudois dans les vallées vaudoises.
En compagnie de Jean Baile, chanoine d'Embrun, et avec le feu vert de Charles VIII, il a participé à la Croisade contre les vaudois de 1488, massacre perpétré lors de la répression religieuse conduite en 1488 contre les Vaudois des vallées de Freissinières, de la Vallouise, de L'Argentière et du Val Cluson. Présent sur le terrain lors de l'expédition, Alberto Cattaneo l'a racontée dans le détail.
Il est par ailleurs l'auteur d'une Histoire des Rois de France, (manuscrite).